# 伯明翰六人案

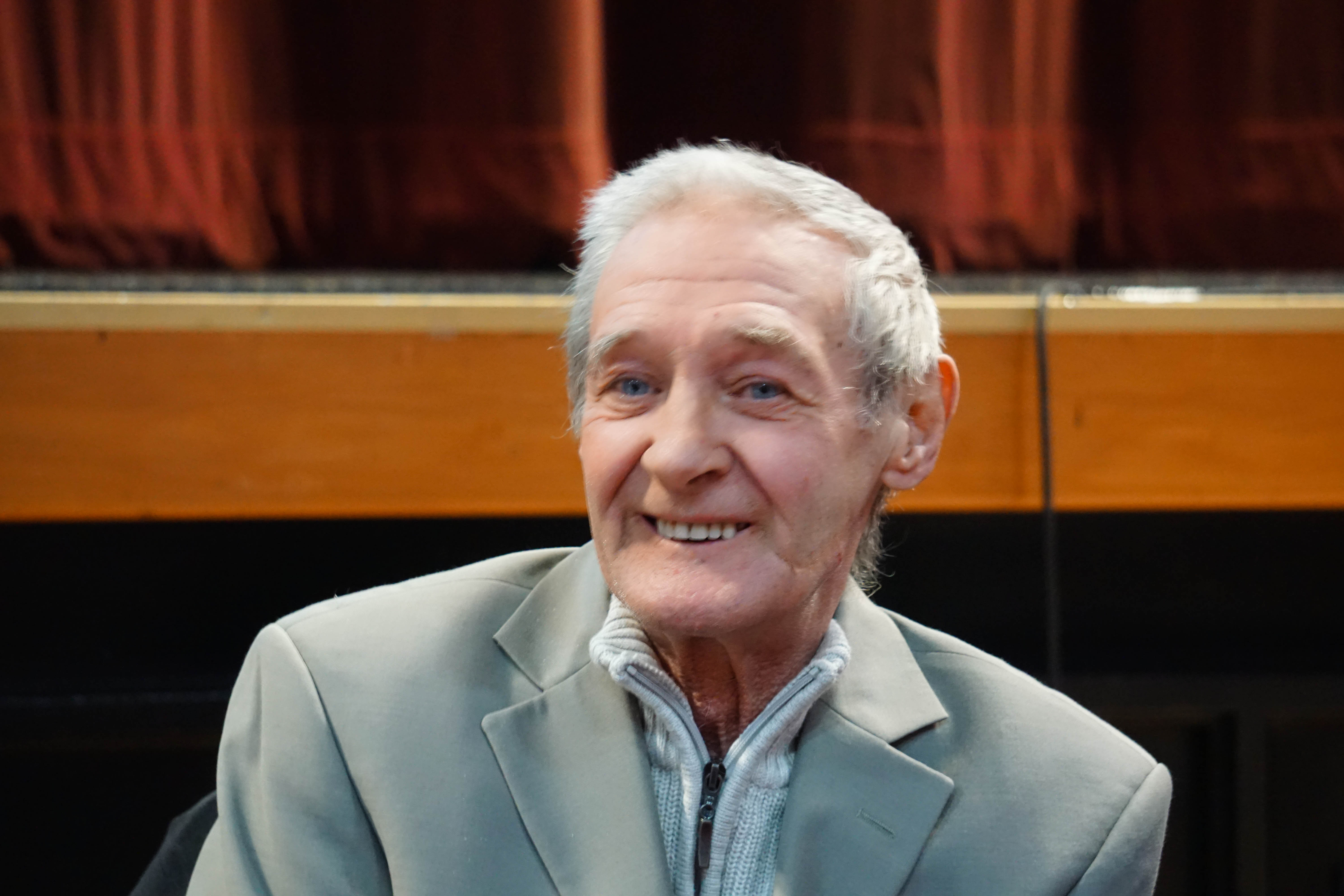
2015年的帕迪·希爾

伯明翰六人案（英語：Birmingham Six）是指六名北愛爾蘭人在1975年因為伯明翰酒吧爆炸案而被判終身監禁冤獄。1991年他們最終上訴成功，上诉法院推翻了這六人的罪名並釋放他們，他們六名各自獲得84萬至120萬鎊的賠償。
這六名被告為：
- 休·卡拉汉（Hugh Callaghan）
- 帕迪·希爾（Patrick Hill）
- 杰勒德·亨特（Gerard Hunter）
- 理查德·麦克肯尼（Richard McIlkenny）
- 威廉·鲍尔（William Power）
- 約翰·沃克（John Walker）

## 參看
- 基尔福四人案